# Anoplogaster
Anoplogaster és l'únic gènere de la família Anoplogastridae, peixos abissals de la classe actinopterigis.
Tenen un gran cap amb una enorme mandíbula, repleta de cavitats farcides de mucositat. Els ullals de la mandíbula inferior són tan llargs que tenen cavitats dins de la part superior per allotjar-los.

## Taxonomia
Les dues úniques espècies reconegudes dins d'aquest gènere són:
- Anoplogaster brachycera (Kotlyar, 1986)
- Anoplogaster cornuta (Valenciennes, 1833)